# アルバの旗
アルバの旗（アルバのはた、Flag of Aruba）は、オランダ王国の構成国の一つでベネズエラ沖のカリブ海に浮かぶアルバの公式な旗である。1976年3月18日に制定された。

## 概要
薄青色（ラークスパーの花の色 Larkspur、あるいは国際連合の青色）の地に、下半分に二本の細く黄色い水平線、左上に白く縁取られた四つの角のある赤い星が描かれている。
青い地は空と海の青・平和・希望、アルバの未来、過去との絆を示す。
二本の黄色い線は、島の独り立ちに向けての動きを表現する。一本は「太陽の光に満たされたアルバへ向かう観光客の流れ」、「観光客と同じくらいアルバが豊かになること」を表す。もう一本は「産業と鉱物資源のすべての流れ」、過去の金とリン鉱石、現在の石油を表す。さらに黄色は太陽、金、豊かさ、wanglo の花の色をも意味する。
星の角は四つあるが、東西南北の四方向を表し、アルバの住民の祖先が四方からやってきたことを意味する。またアルバの四つの主要言語、パピアメント語・スペイン語・英語・オランダ語も表す。
赤い星が白く縁取られているのは、青い海に浮かぶ赤い土の島アルバと白い砂浜を表す。赤い色はアルバの赤土の色であり、過去の戦争で流された血、過去のアラワク族先住民、愛国心、赤い染料を採取するブラジルボクをも意味する。白は砂浜の色であり、純粋さと正直さも意味する。
3月18日は「旗の日」と呼ばれるアルバの公休日であり、カーニバルや移動遊園地でにぎわう。

### 旧オランダ領アンティルとの関係
アルバは1986年までオランダ領アンティルの一部であり、当時のアンティルの旗にはアルバを含めた6つの主要な島を表す6つの白い星があしらわれていたが、アルバが自治領を離脱した後は星の数が5つになった。
2010年にオランダ領アンティルはアルバと同じオランダ王国の構成国となったキュラソー島とシント・マールテン（セント・マーチン島南部）、またオランダ本国の特別自治体となったボネール島、シント・ユースタティウス島、サバ島に解体され、現在はそれぞれの島が独自の旗を使用している。